# القرية (رعين)

تعديل مصدري - تعديل

القرية محلة تابعة لقرية الواسطة، التابعة لعزلة رعين بمديرية يريم إحدى مديريات محافظة إب في الجمهورية اليمنية، بلغ تعداد سكانها 56 حسب تعداد اليمن لعام 2004.